# 'urf
Pour les articles homonymes, voir orf.
En arabe, ʿurf ou ʿorf (arabe : عُرْف) signifie « us et coutume » ou « le convenable ».
Dès ses origines, le droit musulman a pris en compte le droit coutumier. Les imâms Malik, Abou Hanifa et Ibn Hanbal, Ach-Chafii, fondateurs des quatre écoles juridiques (madhhab) principales du sunnisme, se sont inspirés respectivement des coutumes de Médine, de l'Irak et de La Mecque pour établir la discipline de leurs écoles. Les choses se sont compliquées à partir de l'an 40 de l'Hégire, au fur et à mesure de l'extension de l'empire musulman pour des raisons tenant évidemment aux traditions et habitudes des pays islamisés, par exemple pour les rites de célébration du mariage, les systèmes de poids et mesures, le règlement de l'usure (ribâ, ar. ربا), les règles de métayage, ou de tenure des terres, etc. Plus tard, les sultans ottomans se sont appuyés sur la coutume pour justifier certaines de leurs mesures en matière de fiscalité ou de recrutement des janissaires.
Quoi qu'il en soit, les juristes musulmans ont beaucoup débattu pour savoir si la coutume avait la valeur des sources de droit dérivées du Coran et de la sunna, (idjma' et qiyâs), autrement dit pouvait être considérée une source légale (asl). À l'exception de la plupart des auteurs malékites, notamment des malékites maghrébins, ils ont estimé qu'il s'agissait d'une source secondaire, auxiliaire, dont le rôle était d'adapter la loi plutôt que de la modifier.
Il n'empêche que dans tous les pays musulmans, la coutume interfère constamment avec la charia.  Tel est le cas, par exemple, dans l'islam indien sunnite, ainsi qu'en Indonésie, où la vie quotidienne est plus commandée par la coutume (appelée 'âda) que par le fiqh. Il en allait de même en Afghanistan sous le régime des talibans, où l'on appliquait la charia dans toute sa rigueur, mais en respectant le code coutumier des tribus pachtounes, le Pachtounwali.